# Summercase
Summercase fue un festival de música independiente creado en 2006 por la promotora musical Sinnamon. El evento tenía lugar simultáneamente en Barcelona y en Madrid durante un sábado y un domingo intercambiado ambas ciudades el mismo cartel, aunque con algunas variaciones.
En Barcelona se celebraba en el Parc del Fòrum, Rambla Prim 2-4, y en Madrid, en la urbanización Viñas Viejas, en Boadilla del Monte.
Con motivo de la crisis y de la mala gestión de la organizadora, Sinnamon decidió suspender la edición de 2009 y 2010
En la actualidad este festival está siendo investigado por el juez Pablo Ruz por su relación con la red corrupta de la trama Gürtel.

## Cartel

### 2006
- Adam Green
- Astrud
- Bell Orchestre
- Belle and Sebastian
- The Boyfriends
- The Brakes
- The Cardigans
- Carl Cox
- Captain
- The Chemical Brothers
- The Concretes
- Cut Copy
- Daft Punk
- The Dandy Warhols
- David Kitt
- Director
- Dirty Pretty Things
- The Divine Comedy
- Fatboy Slim
- The Feeling
- Happy Mondays
- Hope of the States
- James Murphy
- Keane
- Larry Tee
- The Long Blondes
- Maxïmo Park
- Massive Attack
- Midlake
- New Order
- My Latest Novel
- Mystery Jets
- The Paddingtons
- Primal Scream
- Razorlight
- Rufus Wainwright
- Shout Out Louds
- Sigur Rós
- Soulsavers
- Sparks
- The Spinto Band
- Starsailor
- Super Furry Animals
- Trabant
- The Twilight Singers
- Two Gallants

### 2007
- 1990s
- 2ManyDJ's
- Air
- Arcade Fire
- Astrud
- Badly Drawn Boy
- Belle and Sebastian
- Bloc Party
- Bromheads Jacket
- The Chemical Brothers
- DJ Shadow
- Dragonette
- Editors
- Electrelane
- Felix da Housecat
- Fionn Regan
- The Flaming Lips
- The Glimmers
- The Gossip
- Guillemots
- The Hidden Cameras
- The Hours
- James
- Jarvis Cocker
- The Jesus and Mary Chain
- Kaiser Chiefs
- LCD Soundsystem
- Lily Allen
- The Maccabees
- Mika
- My Brightest Diamond
- Orchestral Manoeuvres in the Dark
- Perry Blake
- Phoenix
- The Pigeon Detectives
- PJ Harvey
- Ratatat
- Scissor Sisters
- Soulsavers & Mark Lanegan
- The Sunday Drivers
- The Twang
- The View
- The Whitest Boy Alive

### 2008
- 2ManyDJ's
- Antònia Font
- Biffy Clyro
- Blondie
- The Breeders
- Cornelius
- Cadence Weapon
- Los Campesinos!
- CSS
- Edwyn Collins
- Els Pets
- Étienne de Crécy
- Facto delafé y las flores azules
- Foals
- Grinderman
- Hidrogenesse
- Ian Brown
- Interpol
- Juan MacLean
- Kaiser Chiefs
- Kings Of Leon
- The Kooks
- The Long Blondes (anulado)
- The Magnetic Fields
- Maxïmo Park
- M.I.A. (anulado)
- Mogwai
- Mystery Jets
- One Night Only
- Patrice
- Pete and the Pirates
- Los Planetas
- Primal Scream
- The Raveonettes
- Santogold (anulado)
- Sex Pistols
- Shout Out Louds
- Sons and Daughters (anulado)
- The Stranglers
- Tiga
- The Verve
- We Are Scientists